# Бабасюк, Николай Лукич
Бабасюк Николай Лукич (9 мая 1914, село Кельня Летичевского уезда Подольской губернии — 6 апреля 1983, Ленинград) — советский живописец и педагог, член Ленинградского Союза художников.

## Биография

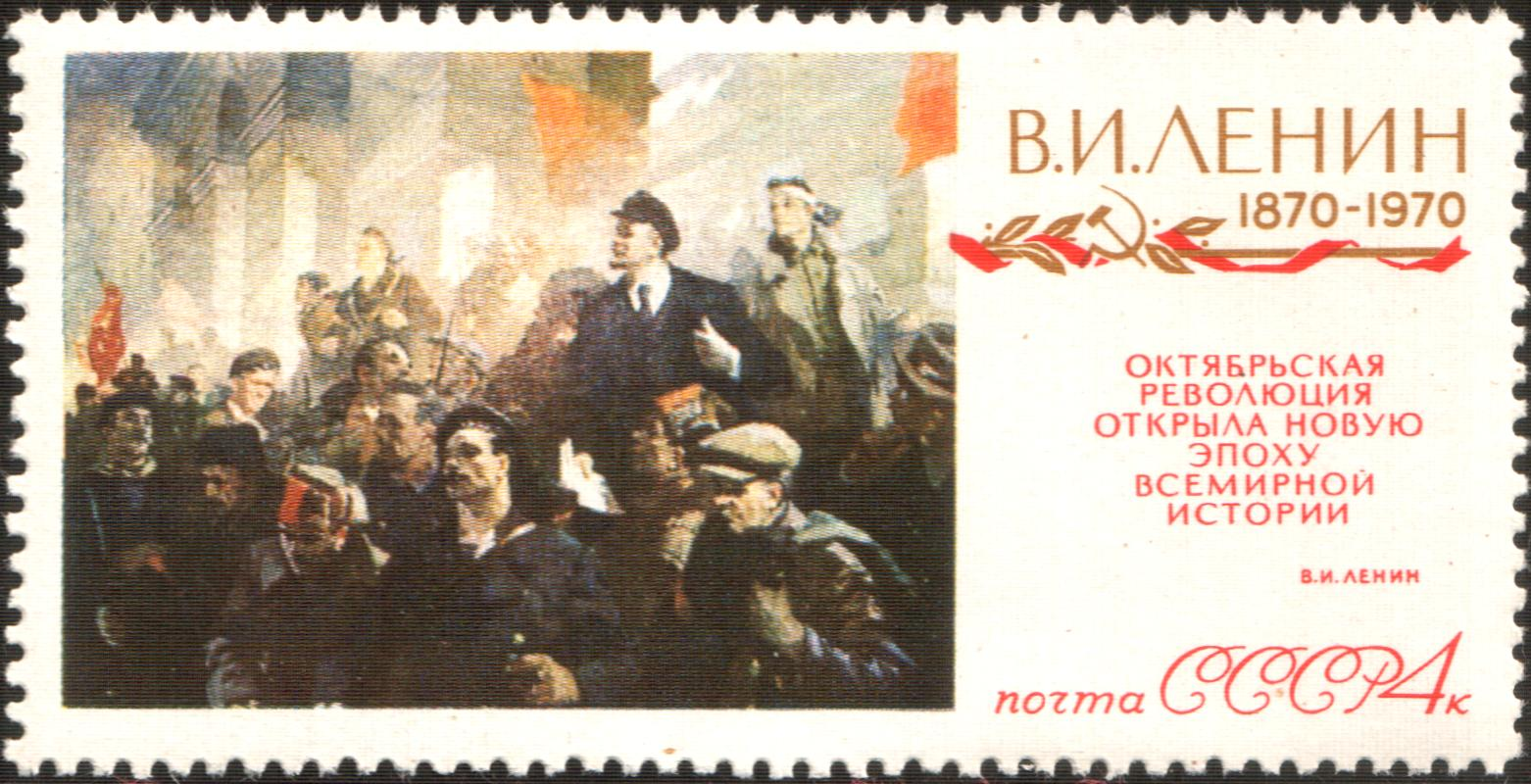
Марка СССР: "Первый день Советской власти" (по картине Николая Лукича Бабасюка). Серия: К 100-летию со дня рождения Владимира Ильича Ленина (1870-1924). Ленин в искусстве

Бабасюк Николай Лукич родился 9 мая 1914 года в селе Кальня Летичевского уезда Подольской губернии на Украине. В 1927 окончил начальную школу на станции Клюквенная Красноярского края. В 1929 поступил в подготовительные классы Художественно-педагогического техникума в Иркутске. В 1930 был принят в техникум, который окончил в 1935 году. В том же году был принят в Иркутское отделение Союза художников. В 1936—1938 годах проходил срочную военную службу в Забайкальском военном округе и в Монголии. В этот период участвовал в выставках Восточносибирского края. В августе 1938 года демобилизовался и поступил в подготовительные классы при ВАХ в Ленинграде. В том же году женился на будущей однокурснице Шестаковой Вере Николаевне. В 1939 году у них родился сын Николай, который впоследствии также окончил ЛИЖСА имени И. Е. Репина и стал, как и родители, живописцем. В 1939 Н. Л. Бабасюк был зачислен на первый курс живописного факультета ЛИЖСА. Осенью того же года он вновь был призван в Красную Армию, участвовал в войне с белофиннами, был ранен. После демобилизации вернулся к учёбе в институте.
В октябре 1941 вновь был призван в Красную Армию, службу проходил рядовым в 14-м запасном полку связи Ленинградского фронта. Участвовал в выставках работ художников Ленинградского фронта. Награждён медалями «За оборону Ленинграда» и «За победу над Германией». После демобилизации вернулся к учёбе и в 1949 году окончил институт по мастерской профессора Р. Р. Френца с присвоением квалификации художника живописи. Дипломная картина — «Вожди Октября».
После окончания учёбы Н. Бабасюк в 1949—1951 годах продолжил работу в творческой мастерской Академии художеств под руководством А. М. Герасимова. Одновременно в 1949—1950 преподавал в Ленинградской СХШ, а с 1951 в ЛИЖСА имени И. Е. Репина. В 1949 году был принят в члены Ленинградского Союза советских художников. Участвовал в выставках с 1949 года, экспонируя свои работы вместе с произведениями ведущих мастеров изобразительного искусства Ленинграда. Работал преимущественно в жанре историко-революционной и жанровой картины, а также портрета и пейзажа. Персональные выставки Н. Бабасюка состоялись в 1940 году в Академии художеств в Ленинграде (рисунки и акварели с финского фронта) и в 1965 году в Ленинграде в залах Союза художников, а затем в ДК имени И. Газа.
Среди произведений, созданных Н. Бабасюком, картины «Портрет писателя А. Прокофьева», «Прокладка кабеля» (обе 1945), «Выступление В. И. Ленина у Финляндского вокзала», «Молодая гвардия», «Портрет И. Сталина» (все 1950), «И. Сталин и К. Ворошилов на обороне Царицына», «Групповой портрет знатных людей Кировского завода», «Гурзуф», «Русский музей» (все 1951), «Хоста. Пейзаж» (1952), «Хоста. Малый Ахун» (1953), «Портрет пастуха Клюева», «Карташёвка» (1955), «Гурзуф» (1956), «В. И. Ленин в Смольном», «Портрет новатора Кировского завода Логинова», «Портрет Героя Социалистического труда В. Я. Корасёва» (все 1957), «Портрет скульптора И. Крестовского» (1958), «Труженики войны (Прокладка кабеля через Ладожское озеро. 1942 год)», «Энтузиасты Кировского завода» (обе 1960), «Портрет новатора Кировского завода Е. Савича» (1961), «В. И. Ленин», «Арсентьевна» (обе 1962), «Портрет художника Н. Е. Тимкова» (1963), «Кировцы. Групповой портрет», «Октябрьские костры» (обе 1964), «Вечный огонь» (1967), «В. И. Ленин», «Автопортрет», «Рядовой Геннадий Ромашкин» (все 1971), «Вся власть Советам!», «Портрет художника Н. И. Андрецова», «Портрет художника А. Н. Семёнова» (все 1972), «Портрет художника В. Ф. Загонека» (1973), «Революции солдат» (1975), «Осень», «Портрет студента Петко Татаринского» (обе 1978), «Водители тяжёлых машин» (1980) и другие.
Бабасюк Николай Лукич скончался 6 апреля 1983 года в Ленинграде на шестьдесят девятом году жизни. Его произведения находятся в музеях и частных собраниях в России и за рубежом.

## Выставки
- 1951 год (Ленинград): Выставка произведений ленинградских художников.
- 1951 год (Ленинград):  Выставка произведений ленинградских художников 1951 года в Государственном Русском музее.
- 1953 год (Ленинград): Весенняя выставка произведений ленинградских художников.
- 1955 год (Ленинград): Весенняя выставка произведений ленинградских художников.
- 1956 год (Ленинград): Осенняя выставка произведений ленинградских художников.
- 1957 год (Ленинград): 1917—1957. Выставка произведений ленинградских художников.
- 1958 год (Ленинград): Осенняя выставка произведений ленинградских художников.
- 1960 год (Ленинград): Выставка произведений ленинградских художников 1960 года.
- 1960 год (Ленинград): Выставка произведений ленинградских художников.
- 1960 год (Москва): Советская Россия. Республиканская художественная выставка.
- 1961 год (Ленинград): Выставка произведений ленинградских художников открылась в залах Государственного Русского музея.
- 1962 год (Ленинград): Осенняя выставка произведений ленинградских художников.
- 1964 год (Ленинград): Ленинград. Зональная выставка.
- 1967 год (Москва): Советская Россия. Третья Республиканская художественная выставка.
- 1971 год (Ленинград): Наш современник. Выставка произведений ленинградских художников 1971 года.
- 1972 год (Ленинград): Наш современник. Вторая выставка произведений ленинградских художников.
- 1972 год (Ленинград): По родной стране. Выставка произведений ленинградских художников.
- 1973 год (Ленинград): Наш современник. Третья выставка произведений ленинградских художников.
- 1975 год (Ленинград): Наш современник. Зональная выставка произведений ленинградских художников.
- 1976 год (Москва): Выставка «Изобразительное искусство Ленинграда».
- 1977 год (Ленинград): Выставка произведений ленинградских художников, посвящённая 60-летию Великого Октября.
- 1978 год (Ленинград): Осенняя выставка произведений ленинградских художников.
- 1980 год (Ленинград): Зональная выставка произведений ленинградских художников.
- Февраль 1991 года (Париж): Выставка «Русские художники».